# Ephippiochthonius castellonensis
Espèce
Ephippiochthonius castellonensis est une espèce de pseudoscorpions de la famille des Chthoniidae.

## Distribution
Cette espèce est endémique du Pays valencien en Espagne. Elle se rencontre dans la grotte Cova dels Encenalls à Sant Mateu.

## Description
Le mâle holotype mesure 1,44 mm et les femelles de 1,53 à 1,62 mm.

## Étymologie
Son nom d'espèce, composé de castellon et du suffixe latin -ensis, « qui vit dans, qui habite », lui a été donné en référence au lieu de sa découverte, la province de Castellón.

## Publication originale
- Zaragoza, 2017 : Revision of the Ephippiochthonius complex in the Iberian Peninsula, Balearic Islands and Macaronesia, with proposed changes to the status of the Chthonius subgenera (Pseudoscorpiones, Chthoniidae). Zootaxa, no 4246(1), p. 1–221.